# Катя Касабова
Катя Георгиева Касабова е българска журналистка.

## Биография
Катя Касабова е родена на 20 февруари 1964 г. в град Тополовград, България. Завършва инженерна химия, педагогика и право.
С медии се занимава от 1992 г. Десет години е кореспондент на вестник „Новинар“, пише във всички бургаски печатни издания, зам.-главен редактор на вестник „Черно море ЮГ“, зам.-главен редактор и главен редактор на вестник „Черноморски фар“, създател и водещ журналист на първия безплатен вестник в България – „Фактор“, създател и главен редактор на вестник „Десант“, от 2011 г. съсобственик и главен редактор на сайта Бесове.бг, преименуван на Флагман.бг през 2013 г.
През 2003 г. е осъдена за клевета от четирима експерти на МОН на близо 8000 лв. за разследване на корупция в бургаското образование. Съдия-докладчик по делото на втора инстанция е Деница Петкова-Вълкова, която потвърждава тази присъда и по-късно става зам.-министър на правосъдието. През април 2011 г. Европейският съд за правата на човека в Страсбург отменя присъдата като несправедлива и обезщетява Касабова с 11 600 лв., които България ѝ плаща.